# Gary Stevens (ur. 1963)
Michael Gary Stevens (ur. 27 marca 1963 w Barrow-in-Furness) – angielski piłkarz grający na pozycji prawego obrońcy.

## Kariera klubowa
Karierę piłkarską Stevens rozpoczął w Liverpoolu, w tamtejszym klubie Everton F.C. W 1981 roku został włączony do składu pierwszej drużyny, prowadzonej wówczas przez menedżera Howarda Kendalla. 10 października tamtego roku zadebiutował w Division One, w zremisowanym 1:1 domowym spotkaniu z West Ham United. Już w sezonie 1982/1983 stał się podstawowym zawodnikiem zespołu, a w 1984 roku dotarł z Evertonem zarówno do finału Pucharu Ligi Angielskiej (porażka w powtórce 0:1 z Liverpoolem), a także do finału Pucharu Anglii (2:0 z Watfordem). W sezonie 1984/1985 sięgnął z Evertonem po pierwsze od 15 lat mistrzostwo Anglii oraz ponownie wystąpił w finale FA Cup (0:1 z Manchesterem United). W tym samym sezonie zdobył też jedyne dla „The Toffies” europejskie trofeum - Puchar Zdobywców Pucharów (3:1 w finale z Rapidem Wiedeń). W 1986 roku był bliski obrony mistrzostwa Anglii, jednak to odwieczny rywal Evertonu, Liverpool sięgnął po tytuł mistrzowski. Jednak w sezonie 1986/1987 Gary po raz drugi i ostatni został mistrzem angielskiej Division One. W 1988 roku odszedł z klubu, dla którego rozegrał 208 meczów i zdobył 8 goli.
19 lipca 1988 roku Stevens podpisał kontrakt ze szkockim Rangers F.C., a kwota transferu wyniosła milion funtów. Tam stworzył linię obrony z Terrym Butcherem oraz Richardem Goughem. W Scottish Premier League zadebiutował 13 października w zwycięskim 2:0 meczu z Hamilton Academical F.C. Już w 1989 roku wywalczył z Rangersami swoje pierwsze mistrzostwo Szkocji, a także zdobył Puchar Ligi Szkockiej. W latach 1990–1994 aż pięciokrotnie z rzędu klub z Glasgow zostawał mistrzem kraju. W latach 1992 i 1993 Stevens zdobywał Puchar Szkocji. W 1991, 1993 i 1994 wywalczył kolejne puchary ligi. W Rangersach grał do końca sezonu 1993/1994, a łącznie dla tego klubu rozegrał 187 meczów i strzelił 8 bramek.
Latem 1994 roku Stevens powrócił do Anglii i za 300 tysięcy funtów przeszedł do Tranmere Rovers, grającego w Division One. W jego barwach swój pierwszy mecz rozegrał 24 września przeciwko Sunderlandowi. W 1995 roku dotarł z Tranmere do fazy play-off, jednak zespół odpadł w półfinale z Reading F.C. W kolejnych sezonach Gary nie osiągnął większych sukcesów, a w 1998 roku zakończył piłkarską karierę w wieku 35 lat.
| Sezon   | Klub            | Kraj    | Rozgrywki      | Mecze | Bramki |
| ------- | --------------- | ------- | -------------- | ----- | ------ |
| 1981/82 | Everton F.C.    | Anglia  | Division One   | 19    | 1      |
| 1982/83 | Everton F.C.    | Anglia  | Division One   | 28    | 0      |
| 1983/84 | Everton F.C.    | Anglia  | Division One   | 27    | 1      |
| 1984/85 | Everton F.C.    | Anglia  | Division One   | 37    | 3      |
| 1985/86 | Everton F.C.    | Anglia  | Division One   | 41    | 1      |
| 1986/87 | Everton F.C.    | Anglia  | Division One   | 25    | 2      |
| 1987/88 | Everton F.C.    | Anglia  | Division One   | 31    | 0      |
| 1988/89 | Rangers F.C.    | Szkocja | Premier League | 35    | 1      |
| 1989/90 | Rangers F.C.    | Szkocja | Premier League | 35    | 1      |
| 1990/91 | Rangers F.C.    | Szkocja | Premier League | 36    | 4      |
| 1991/92 | Rangers F.C.    | Szkocja | Premier League | 43    | 2      |
| 1992/93 | Rangers F.C.    | Szkocja | Premier League | 9     | 0      |
| 1993/94 | Rangers F.C.    | Szkocja | Premier League | 29    | 0      |
| 1994/95 | Tranmere Rovers | Anglia  | Division One   | 37    | 1      |
| 1995/96 | Tranmere Rovers | Anglia  | Division One   | 34    | 0      |
| 1996/97 | Tranmere Rovers | Anglia  | Division One   | 31    | 0      |
| 1997/98 | Tranmere Rovers | Anglia  | Division One   | 25    | 1      |

## Kariera reprezentacyjna
W reprezentacji Anglii Stevens zadebiutował za selekcjonerskiej kadencji Bobby’ego Robsona, 6 czerwca 1985 w przegranym 2:1 towarzyskim meczu w Włochami. W 1986 roku został powołany do kadry na Mistrzostwa Świata w Meksyku. Tam był podstawowym zawodnikiem zespołu i wystąpił w pięciu meczach swojej drużyny: z Portugalią (0:1), z Marokiem (0:0), z Polską (3:0), w 1/8 finału z Paragwajem i ćwierćfinale z Argentyną.
Natomiast w 1988 roku na Euro 88 w RFN Stevens zaliczył trzy mecze: z Irlandią (0:1), z Holandią (1:3) i ze Związkiem Radzieckim (1:3). W 1990 roku zaliczył swój drugi mundial. Na boiskach Włoch zajął z Anglią 4. miejsce, a jego dorobek to dwa mecze: z Irlandią (1:1) i o 3. miejsce z Włochami (1:2). Ostatni mecz w kadrze narodowej Stevens rozegrał w czerwcu 1992 przeciwko Finlandii (2:1). Łącznie wystąpił w niej 46 razy.